# Накидная гайка (сантехника)

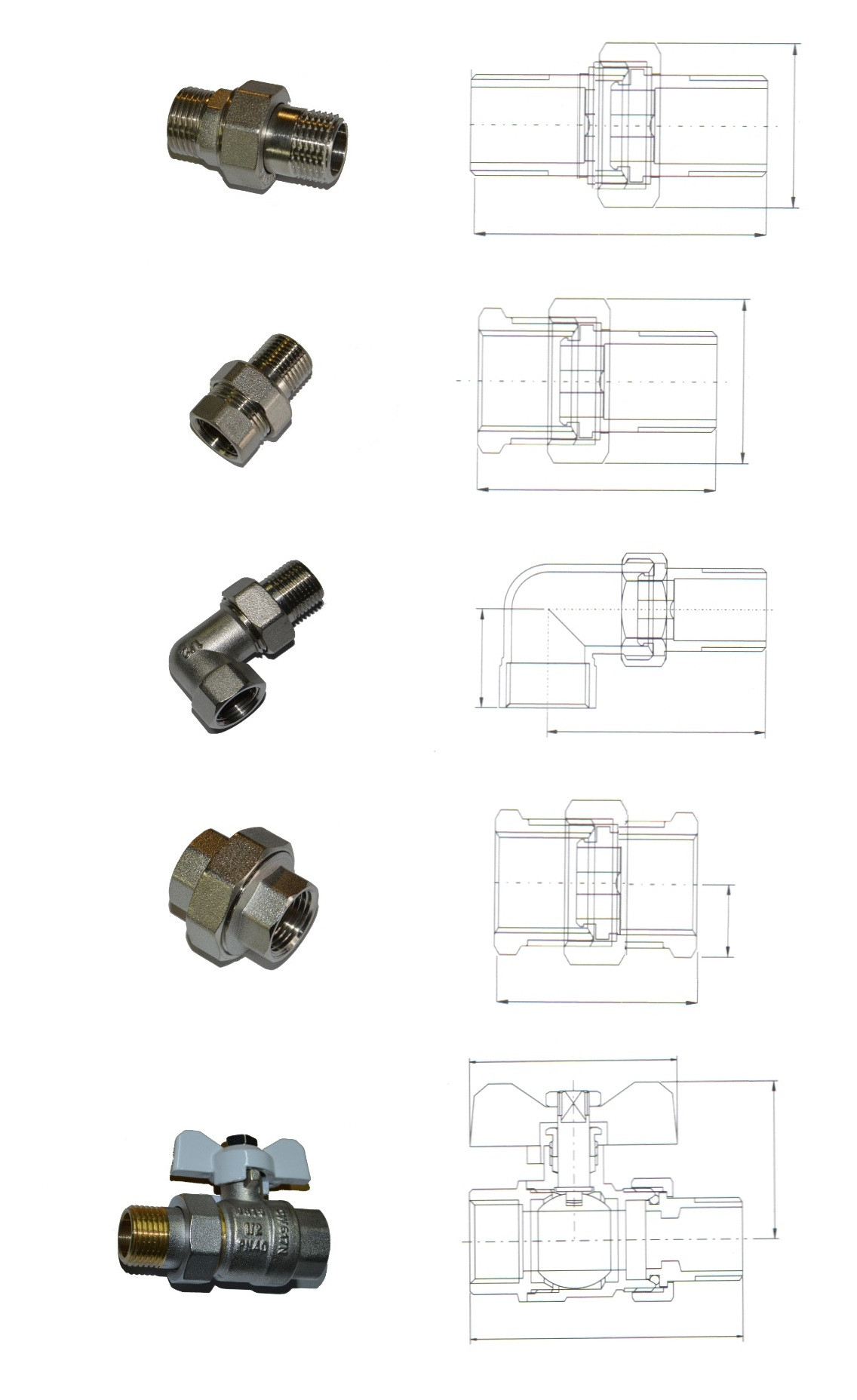
Внешний вид «американок» и их разновидности

Накидна́я га́йка или «американка» — элемент соединения труб с помощью фитинга, который представляет собой муфту с накидной гайкой.

## Применение
Используется для присоединения оборудования водяного учёта и арматуры к трубопроводам систем горячего и холодного водоснабжения, в системах теплоснабжения, в технологических трубопроводах, которые транспортируют неагрессивные жидкости.
Конусное соединение имеет ряд преимуществ — за счёт отсутствия дополнительных герметизирующих материалов конусное или сферическое соединение, выполненное по принципу «металл — металл» более прочно и долговечно, более стойко к изменению температурного режима окружающей среды и различным химическим воздействиям. Это соединение допускается использовать при незначительном отклонении осей стыкующихся участков без потери герметичности.
Резьбовое соединение даёт возможность быстро закрепить и подсоединить или размонтировать трубопровод и регулирующие элементы водопроводной или отопительной сетей. Гайку, входящую в состав соединения, можно использовать многократно, для этого необходимо заменить использованный (деформированный) кольцевой уплотнитель, это даёт экономию при монтаже по времени и по материальным затратам.
Применение «американки» даёт преимущества перед использованием обычной муфты с контргайкой.

## Материалы и конструкция
Наиболее популярные материалы: чугун, латунь с покрытием из хрома и никеля, нержавеющая сталь, а также комбинации полипропиленовых деталей и нержавеющей стали.
Соединение состоит из двух цилиндрических частей, соединяемых гайкой. Одна половина образует с гайкой неразъемное соединение, при этом гайка может свободно вращаться, вторая же часть имеет резьбу, так чтобы при затягивании гайки они двигались встречно.
Герметичность соединения может достигаться либо за счет уплотнителя, при этом торцы частей параллельны друг к другу, либо за счёт конусного или сферического соединения, когда одна половина входит в другую при затягивании и уплотнение осуществляется за счет небольшой разницы диаметров в месте соединения.

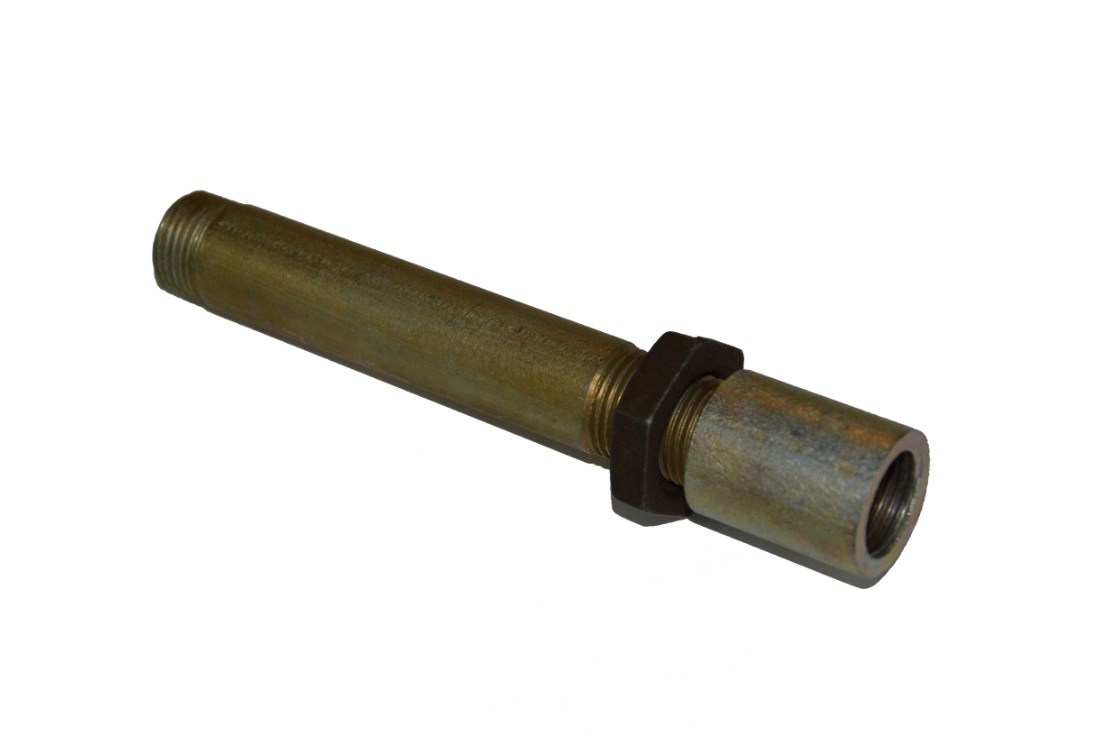
Сгон в сборе. Старый альтернативный вариант применения американок

## Преимущества использования
- становится возможным проведение монтажных работ в труднодоступных местах для надежного и прочного соединения в неудобных и стеснённых условиях различных деталей различных систем трубопроводов;
- если американка уже установлена в месте проведения работ, то имеется возможность разобрать и собрать соединение, не применяя при этом специальный сантехнический инструмент;
- даёт возможность произвести демонтаж магистрали без осевого вращения трубы, что в большинстве случаев очень удобно;
- можно применять в сантехнических устройствах, имеющих муфтовое резьбовое соединение, а также совместно с полипропиленовыми трубами.